# Marusha
Marusha Aphrodite Gleiß, mieux connue sous le nom de Marusha, est une productrice et disc jockey allemande de musiques techno, happy hardcore, rave et eurodance, ayant atteint à plusieurs reprises les classements musicaux européens dans les années 1990.

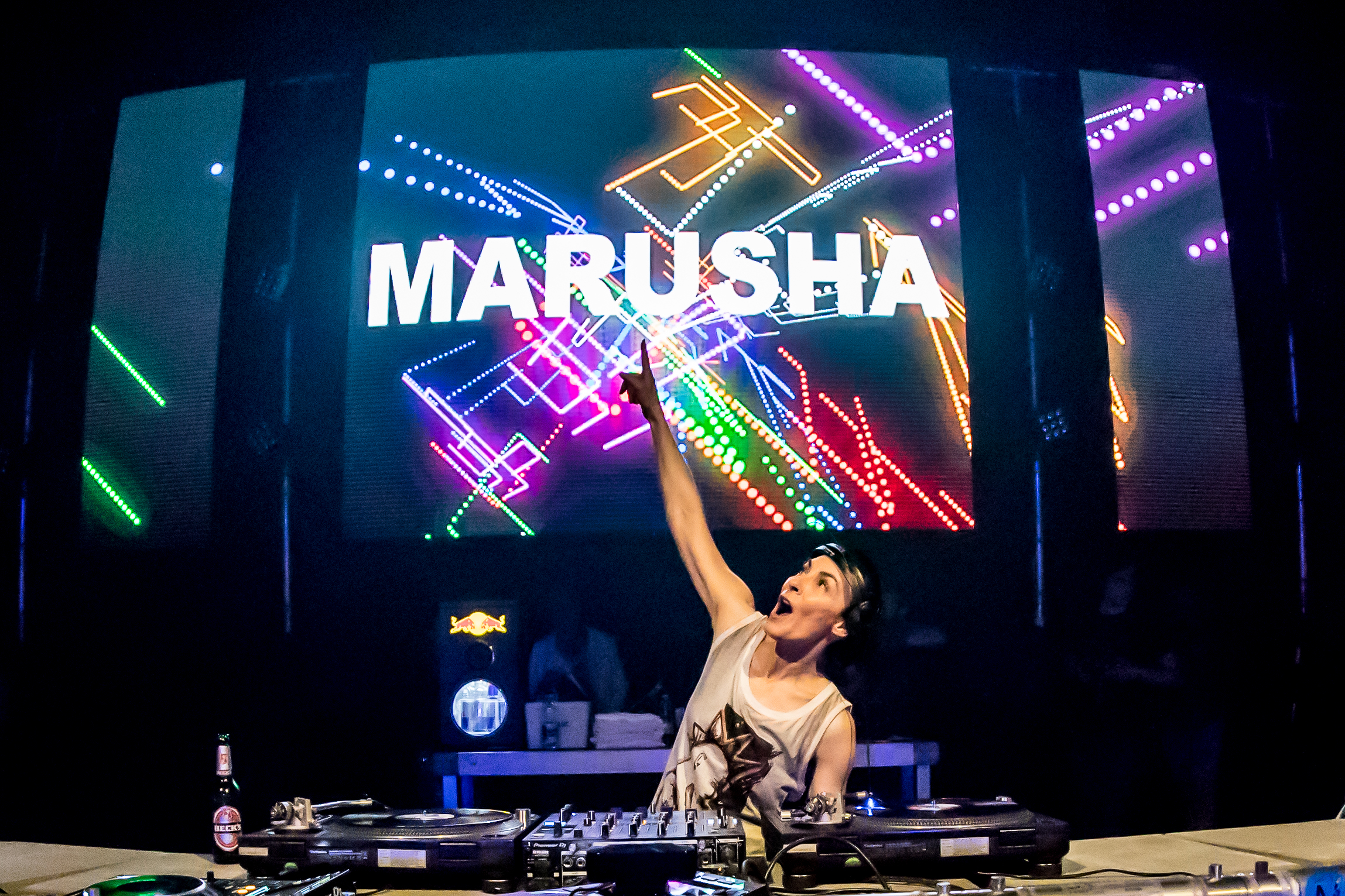
Marusha @ Sunshine Live Retroactive 2017 en Mannheim

## Biographie
Elle atteint de nombreux classements en 1994 grâce à sa version rave de la célèbre chanson Somewhere Over the Rainbow issue du film Le Magicien d'Oz. D'autres de ses titres à succès incluent It Takes Me Away (1994), Raveland (1994), Deep, Unique (1995), Secret (1996), Ur Life (1997), My Best Friend (1997), Free Love (1998) et Ultimate Sound (1998).
La carrière de Marusha est lancée en 1991 à Berlin dès la première diffusion de son programme radio appelé Dancehall  diffusé chaque samedi sur DT 64. À la fermeture de DT 64, Marusha change de fréquence et le nom de son émission. La radio berlinoise Fritz diffuse désormais la nouvelle émission de Marusha, Rave satellite chaque semaine jusqu'en 2007. Hormis cela, Marusha surprend le public germanophone avec son programme télévisé Feuerreiter. Pendant près de trois ans, l'émission est diffusée sur Ostdeutscher Rundfunk Brandenburg puis ARD.

## Discographie

### Singles
| Année | Single                | Meilleure position | Meilleure position | Meilleure position | Meilleure position | Meilleure position | Meilleure position | Meilleure position | Certification   | Album             |
| Année | Single                | ALL                | AUT                | BEL (Vl)           | FIN                | P-B.               | SUI                | SUÈ                | Certification   | Album             |
| ----- | --------------------- | ------------------ | ------------------ | ------------------ | ------------------ | ------------------ | ------------------ | ------------------ | --------------- | ----------------- |
| 1992  | Ravechannel           | —                  | —                  | —                  | —                  | —                  | —                  | —                  |                 | Raveland          |
| 1993  | Whatever Turns You On | —                  | —                  | —                  | —                  | —                  | —                  | —                  |                 | Single uniquement |
| 1993  | Go Ahead              | —                  | —                  | —                  | —                  | —                  | —                  | —                  |                 | Raveland          |
| 1994  | Over the Rainbow      | 3                  | 13                 | 34                 | —                  | 6                  | 2                  | —                  | - ALL : platine | Raveland          |
| 1994  | It Takes Me Away      | 3                  | 21                 | —                  | 9                  | 12                 | 18                 | —                  |                 | Raveland          |
| 1994  | Trip to Raveland      | 29                 | —                  | —                  | 14                 | 30                 | 34                 | 18                 |                 | Raveland          |
| 1995  | Deep                  | 11                 | 26                 | —                  | 10                 | —                  | 20                 | —                  |                 | Wir               |
| 1995  | Unique                | 35                 | 38                 | —                  | 8                  | —                  | —                  | —                  |                 | Wir               |
| 1996  | Secret                | 92                 | —                  | —                  | —                  | —                  | —                  | —                  |                 | Wir               |
| 1997  | Ur Life               | 34                 | —                  | —                  | —                  | —                  | —                  | —                  |                 | No Hide No Run    |
| 1997  | My Best Friend        | 73                 | —                  | —                  | —                  | —                  | —                  | —                  |                 | No Hide No Run    |
| 1998  | Free Love             | 97                 | —                  | —                  | —                  | —                  | —                  | —                  |                 | No Hide No Run    |
| 1998  | Ultimate Sound        | 70                 | —                  | —                  | —                  | —                  | —                  | —                  |                 | Single uniquement |
| 2007  | Kick It (Heat)        | 70                 | —                  | —                  | —                  | —                  | —                  | —                  |                 | Heat              |

### Albums
- 1994 : Raveland (#4 en Allemagne)
- 1995 : Wir (#81 en Allemagne)
- 1998 : No Hide No Run (#94 en Allemagne)
- 2002 : Nonstop (Mix-CD)
- 2004 : Offbeat
- 2007 : Heat

### Compilations
- Marusha · jackfruit)))_LAVA_ping pong productions_berlin
- Jumpstart - septembre 2000
- Touch Base (Maru) - janvier 2001
- Chimes (Maru) - janvier 2001
- Were here (Maru) - septembre 2001
- Snow In July - octobre 2002
- Cha Cha Maharadsha - mai 2003

### Remixes
- 1994 : Suspicious – Lovewaves
- 1994 : WestBam – Liberation
- 1995 : Yves de Ruyter – Yvesday
- 1997 : Tom Novy (en) - I House You
- 1998 : Bee Gees – World
- 2007 : Söhne Mannheims - Dein Glück